# CAIG Wing Loong II

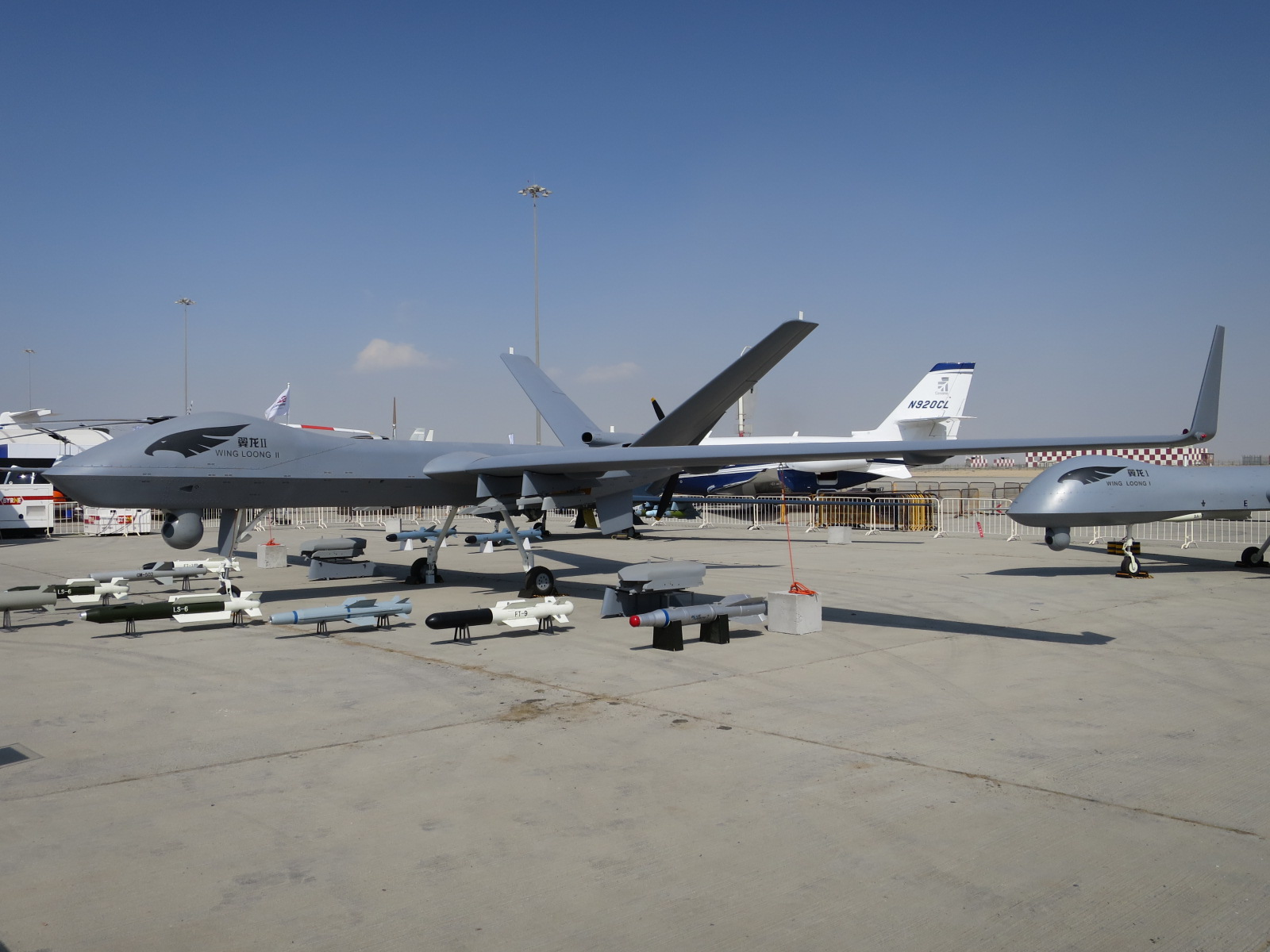
Wing Loong II en el Salón Aeronáutico de Dubai 2017.

El Chengdu GJ-2, también conocido como Wing Loong 2, es un vehículo aéreo no tripulado (UAV) capaz de realizar vuelos autónomos o controlados remotamente desarrollado por Chengdu Aircraft Industry Group en la República Popular China. Diseñado para ser utilizado como plataforma de vigilancia, reconocimiento aéreo y ataque de precisión, Chengdu presentó el concepto de Wing Loong II en la Aviation Expo China en Beijing en septiembre de 2015. Wing Loong II tiene capacidad de ataque de largo alcance con un enlace satelital.

## Desarrollo
El prototipo del Wing Loong II se presentó por primera vez al público durante la exposición Airshow China, celebrada en Zhuhai del 1 al 6 de noviembre de 2016.